# 브렌든 라이언 바렛
브렌든 라이언 바렛(Brendon Ryan Barrett, 1986년 8월 5일 ~ )은 미국의 연극 배우, 영화배우이다.
로즈빌에서 태어났다.

## 영화
- 꼬마 유령 캐스퍼 4 - 크리스마스 소동 (2000년)
- 보이즈 앤 걸즈 (2000년)
- 투 오브 어 카인드 (1998년)
- 로건의 전쟁 (1998년) - 어린 로간 팰론 역
- 꼬마 유령 캐스퍼 2 - 새로운 모험 (1997년) - 크리스 역